# Obszar Chronionego Krajobrazu Torfowiskowo-Jeziorno-Leśny Zgniłka-Wieczno-Wronie
Obszar Chronionego Krajobrazu Torfowiskowo-Jeziorno-Leśny „Zgniłka-Wieczno-Wronie” – obszar chronionego krajobrazu położony w północno-wschodniej części województwa kujawsko-pomorskiego. Zajmuje powierzchnię 11 959,93 ha.
Obszar chronionego krajobrazu (OChK) został utworzony na mocy Rozporządzenia nr 21/1992 Wojewody Toruńskiego z dnia 10 grudnia 1992 roku. Celem ochrony jest zachowanie różnorodności biologicznej siedlisk oraz ochrona roślin.
Zdecydowana większość OChK (8941,47 ha) leży na terenie gminy Ryńsk, pozostała część w gminach Chełmża, Dębowa Łąka i Płużnica, a niewielkie skrawki także na terenie gmin Golub-Dobrzyń i Radzyń Chełmiński.
W skład OChK wchodzą: zespół jezior na zachodzie (Wieczno i Płużnickie), obszar leśny między Wroniem i Nielubem oraz Bagno Zgniłka. Lasy stanowią około 23,3% powierzchni OChK. Jezioro Wieczno to największe jezioro Pojezierza Chełmińskiego, jest ono użytkowane rekreacyjnie, a jednocześnie stanowi miejsce lęgowe ptactwa. Położone na południe od Wąbrzeźna Bagno Zgniłka to największy kompleks torfowiskowy na terenie pojezierza, charakteryzuje się on dużym zróżnicowaniem siedlisk, a tym samym różnorodnością flory i fauny.
Poprzez dolinę Strugi Wąbrzeskiej obszar łączy się z doliną Drwęcy i pełni rolę szlaku migracyjnego dla wielu gatunków flory i fauny.
W północnej części obszaru znajduje się rezerwat przyrody Wronie. Ponadto na jego terenie znajduje się 7 parków wiejskich, kilkanaście pomników przyrody (głównie drzew) oraz około 40 użytków ekologicznych.
Nadzór nad OChK sprawuje Marszałek Województwa Kujawsko-Pomorskiego.